# Ceramika Jian

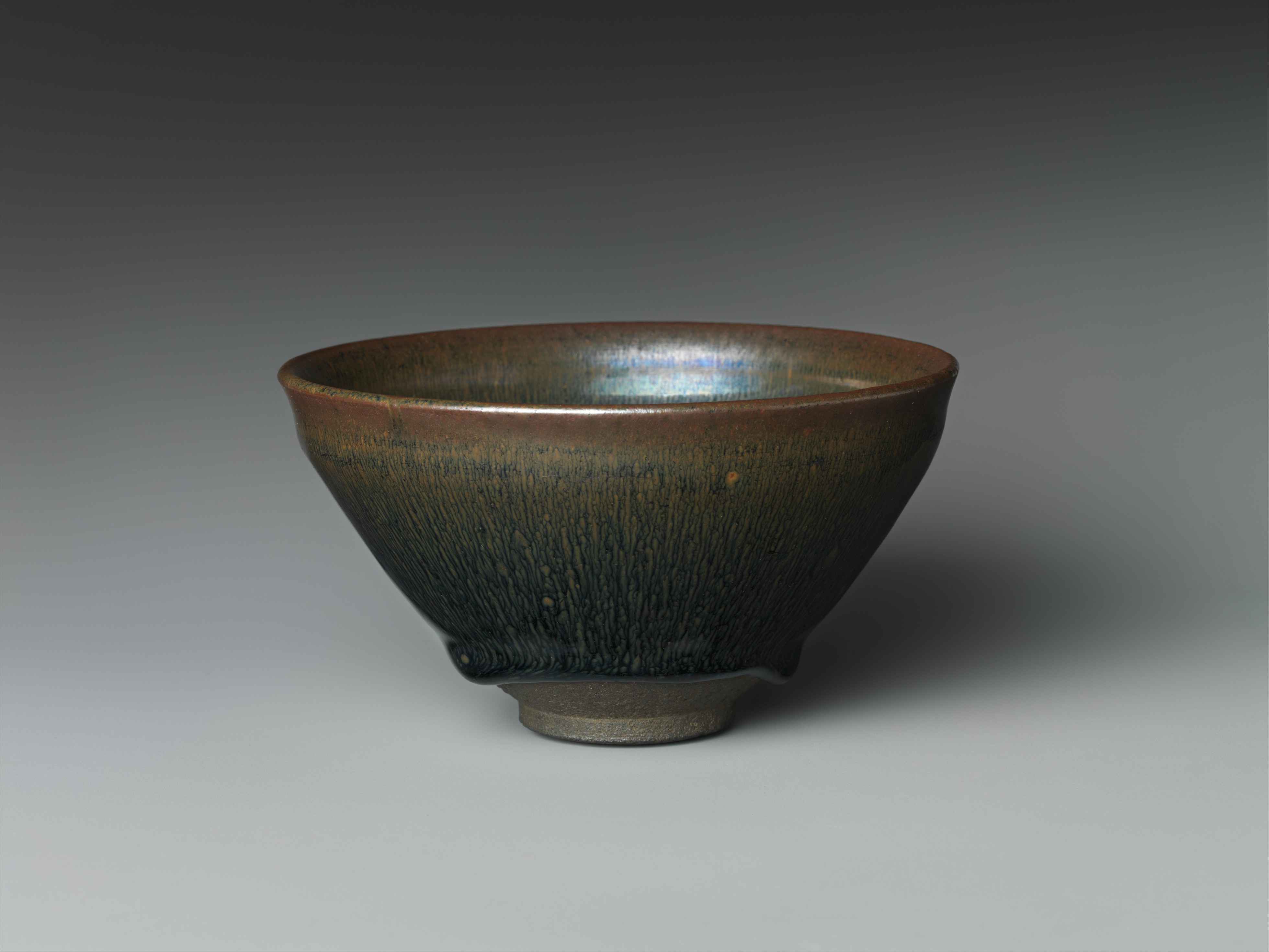
Czarka pokryta szkliwem typu „zajęcze futro”. Południowa Dynastia Song, XII wiek. Metropolitan Museum of Art

Ceramika Jian – kamionkowe naczynia wytwarzane w mieście Jian od X do XIV wieku.
Powstanie ceramiki Jian wiąże się z rozpowszechnieniem zwyczaju picia herbaty, który najpierw stał się modny na Południu, gdzie w epoce Tang (618–907) odkryto, że czarne szkliwo najlepiej ukazuje kolor zielonej herbaty. Czerep tych wyrobów to wypalana w wysokiej temperaturze bardzo ciemna kamionka. Ich szkliwo jest wyjątkowo gęste i zazwyczaj tworzy wałek blisko podstawy; ma barwę czarną lub prawie czarną. 
Żeby urozmaicić monotonię czarnego szkliwa ceramicy korzystali z różnych efektów, powstających w wyniku utleniania zawartych w nim metali, znanych jako „futro zająca”, „oleiste plamy” czy „pióro kuropatwy”.  „Futro zająca” charakteryzowało się ciemno–niebieskimi lub jasno–brązowymi smugami, złożonymi z mikrokryształów hematytów. Ciało ceramiki Jian zawierało aż do 9 procent żelaza i podczas wypalania w wysokiej temperaturze jego część łączyła się ze szkliwem, co przyczyniało się do powstawania smug „futra zająca”. Pęcherzyki powietrza powstałe na powierzchni szkliwa wyprowadzały żelazo na powierzchnię. Kiedy temperatura osiągała 1300℃ i szkliwo stawało się płynne, części bogate w żelazo tworzyły smugi, a kiedy ochładzało się, powstawały drobne kryształy hematytów. „Oleiste plamy” były z kolei masywnymi mikrokryształami lub gęstymi grupami granulowanego hematytu, a czasami magnetytu. Powstawały one z tlenków żelaza osiadłych podczas wypalania i następnie skrystalizowanych jako hematyt i magnetyt podczas procesu studzenia. Był to efekt trudniejszy do osiągnięcia, bowiem przy choćby minimalnym przekroczeniu pewnej temperatury zachodził proces prowadzący do powstania efektu „futra zająca”

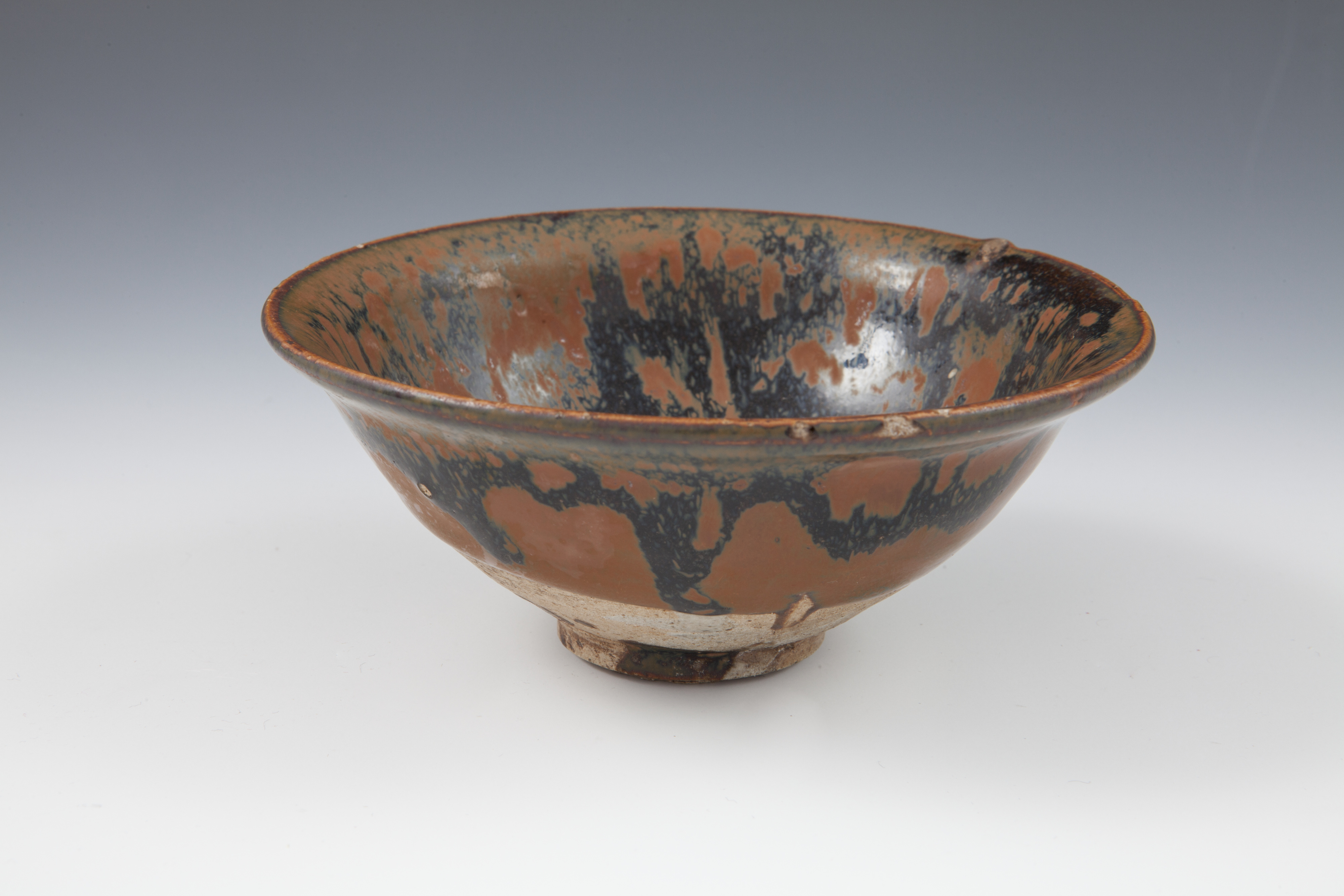
Czarka pokryta szkliwem typu „pióro kuropatwy” z kolekcji Juliana Nowaka, X-XIII w. Muzeum Narodowe w Krakowie

Popularność jaką naczynia z Jian osiągnęły w epoce Song (960–1279) wiąże się z rozpowszechnieniem zwyczaju „herbacianych bitew”, które stały się jedną z ulubionych rozrywek klas wyższych. Cai Xiang (zm. 1071) w swojej „Księdze Herbaty” zauważa, że charakteryzujące się głęboką czernią czarki z Jian dają najlepszy widok na białą pianę jaka powstawała po wrzuceniu ówczesnej sproszkowanej herbaty do wrzątku oraz zachowują przez długi czas ciepło, co czyni je najzdatniejszymi do użycia. O tym jak bardzo współcześni cenili czarki Jian świadczy fakt, że były one dostarczane w ramach trybutu na dwór cesarski. Próbowano je naśladować w wielu różnych ośrodkach ceramicznych ówczesnych Chin. Japończycy używający czarek z Jian podczas ceremonii picia herbaty nazywali je tenmoku i również zaczęli wytwarzać ich imitacje. Piece Jian osiągnęły szczyt swojej produkcji za czasów Południowej Dynastii Song (1127–1279) i kontynuowały ją aż do połowy epoki Yuan (1279–1368), po czym zaczęła ona spadać. Niedługo po upadku rządów Mongołów w Chinach zaprzestano wytwarzania ceramiki Jian. 